# Gran Premio degli Stati Uniti d'America-Est 1980
Il Gran Premio degli Stati Uniti d'America-Est 1980 è stata la quattordicesima, e ultima, prova della stagione 1980 del Campionato mondiale di Formula 1. Si è corsa domenica 5 ottobre 1980 per l'ultima volta sul Circuito di Watkins Glen. La gara è stata vinta dall'australiano Alan Jones; per il vincitore si trattò del decimo successo nel mondiale. Ha preceduto sul traguardo l'argentino Carlos Reutemann, anch'egli su Williams-Ford Cosworth e il francese Didier Pironi su Ligier-Ford Cosworth. Inoltre segna l'ultima apparizione per il campione del mondo uscente Jody Scheckter e il due volte campione del mondo Emerson Fittipaldi.

## Vigilia

### Sviluppi futuri
L'Osella si trovò in difficoltà finanziarie per la stagione 1981. Uno dei suoi sponsor, la Denim, infatti aveva minacciato di abbandonarla qualora non vi fosse stata chiarezza in merito alla gestione del campionato, mentre i Monopoli di Stato erano vicini a una scelta analoga in seguito della decisione del Ministro delle finanze Franco Reviglio di porre il veto sulle sponsorizzazioni nell'automobilismo.

### Controversie
Il gran premio fu a lungo messo in dubbio per le critiche che i piloti avevano espresso in merito alle condizioni di sicurezza. La stessa presenza, poi cancellata, di un terzo gran premio da tenersi negli Stati Uniti d'America, su un tracciato cittadino a Las Vegas, rendeva incerta la trasferta a Watkins Glen.
A questi dubbi se ne aggiunsero altri per la mancanza dei fondi necessari a effettuare le opere richieste per ammodernare il tracciato. Ad agosto venne confermata la tenuta del gran premio: gli organizzatori avevano reperito la cifra necessaria. A settembre però l'inviato della FISA all'ispezione del tracciato dubitò che le condizioni della pista potessero essere adeguate alle esigenze della Formula 1 entro il 5 ottobre, giorno previsto per la gara. Il 9 settembre però la FISA confermò la data. Vi furono comunque delle polemiche in quanto i lavori effettuati non sembrarono sufficienti.

### Aspetti tecnici
Il circuito ospitava per la ventesima volta, consecutiva e in totale, una gara valida per il mondiale; la prima vi si era svolta nel 1961; questo fu però l'ultimo gran premio di Formula 1 che venne corso su questo tracciato. È tuttora il circuito statunitense che ha ospitato per il maggior numero di volte un gran premio valido come prova del campionato del mondo di Formula 1.

### Aspetti sportivi
Il gran premio venne definito degli Stati Uniti-Est, per distinguerlo da quello corso a Long Beach, in aprile, anche se il suo nome ufficiale era United States Grand Prix.
Geoff Lees, pilota britannico in stagione già impegnato con Shadow e Ensign, venne ingaggiato dalla RAM, al posto di Kevin Cogan. Jean-Pierre Jabouille, protagonista di un brutto incidente nel corso del GP del Canada, era ancora convalescente, tanto che restò per dieci giorni all'Ospedale Regina Vittoria di Montréal, e non prese parte a questa gara. La Renault non lo sostituì, anche se inizialmente venne prospettato Patrick Tambay quale possibile pilota da affiancare ad Arnoux.
Questa fu l'ultima gara per due campioni del mondo: Jody Scheckter ed Emerson Fittipaldi. Scheckter, vittorioso nel 1979, aveva già espresso la sua volontà di ritirarsi dalle corse, mentre Fittipaldi, (campione nel 1972 e 1974), pur abbandonando la F1, proseguì con l'automobilismo fino al 1996, nelle serie nordamericane.

## Qualifiche

### Resoconto
Bruno Giacomelli su Alfa Romeo fu il più rapido nella prima giornata di test in 1'34"551. Il bresciano precedette il neo campione del mondo della Williams Alan Jones per soli 12 millesimi. I tempi dei migliori furono molto vicini, tanto che entro un secondo dal tempo di Giacomelli vi erano ben 8 piloti. La sessione venne caratterizzata da un'uscita di pista di Jacques Laffite: il pilota della Ligier riportò un colpo al collo che ne mise in dubbio la presenza alla gara.
Giacomelli al sabato fu capace anche di migliorarsi, chiudendo in 1'33"291, e conquistando così la prima e unica pole della sua carriera nel mondiale di F1. Essa fu anche la prima pole per l'Alfa Romeo quale costruttore da quella ottenuta da Juan Manuel Fangio nel Gran Premio d'Italia 1951. L'ultimo pilota italiano a riuscire nell'impresa era stato Vittorio Brambilla a bordo di una March nel Gran Premio di Svezia 1975. La parte alta della classifica venne rivoluzionata: Nelson Piquet conquistò la prima fila, mentre la seconda venne divisa tra Carlos Reutemann (terzo) ed Elio De Angelis (quarto). Jones chiuse quinto, davanti a René Arnoux. Le Ferrari furono ancora molto deludenti, con Villeneuve diciottesimo e Scheckter ventitreesimo, e qualificato per meno di sei decimi. Si qualificò Rupert Keegan: fu l'ultimo pilota a prendere parte a un gran premio con una vettura gestita da una scuderia "privata". Alain Prost fu autore di un'uscita di pista a causa della rottura di una sospensione sulla sua McLaren. A causa di un ematoma riportato al capo non fu in grado di prendere il via e, dopo il "warm up", venne sostituito dal primo dei non qualificati, Jan Lammers. Altri incidenti, meno gravi, vi furono per Eddie Cheever, Keke Rosberg, Gilles Villeneuve, Mike Thackwell e lo stesso Keegan, tanto che la sessione venne interrotta con 8 minuti d'anticipo sul previsto.

### Risultati
Nella sessione di qualifica si è avuta questa situazione:
| Pos | Nº | Pilota             | Costruttore              | Tempo       | Griglia |
| --- | -- | ------------------ | ------------------------ | ----------- | ------- |
| 1   | 23 | Bruno Giacomelli   | Alfa Romeo               | 1'33"291    | 1       |
| 2   | 5  | Nelson Piquet      | Brabham-Ford Cosworth    | 1'34"080    | 2       |
| 3   | 28 | Carlos Reutemann   | Williams-Ford Cosworth   | 1'34"111    | 3       |
| 4   | 12 | Elio De Angelis    | Lotus-Ford Cosworth      | 1'34"185    | 4       |
| 5   | 27 | Alan Jones         | Williams-Ford Cosworth   | 1'34"216    | 5       |
| 6   | 16 | René Arnoux        | Renault                  | 1'34"839    | 6       |
| 7   | 25 | Didier Pironi      | Ligier-Ford Cosworth     | 1'34"971    | 7       |
| 8   | 6  | Héctor Rebaque     | Brabham-Ford Cosworth    | 1'35"166    | 8       |
| 9   | 7  | John Watson        | McLaren-Ford Cosworth    | 1'35"202    | 9       |
| 10  | 22 | Andrea De Cesaris  | Alfa Romeo               | 1'35"235    | 10      |
| 11  | 11 | Mario Andretti     | Lotus-Ford Cosworth      | 1'35"343    | 11      |
| 12  | 26 | Jacques Laffite    | Ligier-Ford Cosworth     | 1'34"421    | 12      |
| 13  | 8  | Alain Prost        | McLaren-Ford Cosworth    | 1'35"988    | NP      |
| 14  | 21 | Keke Rosberg       | Fittipaldi-Ford Cosworth | 1'36"332    | 14      |
| 15  | 50 | Rupert Keegan      | Williams-Ford Cosworth   | 1'36"750    | 15      |
| 16  | 31 | Eddie Cheever      | Osella-Ford Cosworth     | 1'36"908    | 16      |
| 17  | 9  | Marc Surer         | ATS-Ford Cosworth        | 1'37"001    | 17      |
| 18  | 2  | Gilles Villeneuve  | Ferrari                  | 1'37"040    | 18      |
| 19  | 20 | Emerson Fittipaldi | Fittipaldi-Ford Cosworth | 1'37"088    | 19      |
| 20  | 29 | Riccardo Patrese   | Arrows-Ford Cosworth     | 1'37"405    | 20      |
| 21  | 4  | Derek Daly         | Tyrrell-Ford Cosworth    | 1'37"923    | 21      |
| 22  | 3  | Jean-Pierre Jarier | Tyrrell-Ford Cosworth    | 1'37"966    | 22      |
| 23  | 1  | Jody Scheckter     | Ferrari                  | 1'38"149    | 23      |
| 24  | 30 | Jochen Mass        | Arrows-Ford Cosworth     | 1'38"526    | 24      |
| NQ  | 14 | Jan Lammers        | Ensign-Ford Cosworth     | 1'38"532    | 25      |
| NQ  | 43 | Mike Thackwell     | Tyrrell-Ford Cosworth    | 1'51"102    | NQ      |
| NQ  | 51 | Geoff Lees         | Williams-Ford Cosworth   | senza tempo | NQ      |

## Gara

### Resoconto
Alla partenza Bruno Giacomelli scattò bene e rimase primo; anche Alan Jones, partito quinto, fu autore di un bell'avvio, ponendosi subito alla caccia del secondo posto. Uscì però dal tracciato, e scese in quattordicesima posizione. Al termine del primo giro Giacomelli precedeva Nelson Piquet, seguito da Carlos Reutemann, Didier Pironi, Elio De Angelis e Héctor Rebaque. Jones fu autore di una poderosa rimonta che lo portò in ottava posizione già al quarto giro. Rebaque, invece, a causa del degrado delle gomme, perse diverse posizioni, finendo in fondo al gruppo, dopo un pit stop.
Al giro 11, dopo aver passato John Watson, Jones entrava in zona punti. Al 17º giro Riccardo Patrese uscì di pista: il pilota era incolume ma era intrappolato nelle reti di protezione, poste a bordo pista. Fu necessario l'uso delle pinze per consentire al pilota di uscire dalla sua vettura. Giacomelli continuava intanto a dominare la gara, tanto che dopo 21 giri il suo margine era di dieci secondi; Carlos Reutemann battagliava con Nelson Piquet, in crisi con le gomme, per il terzo posto. Jones passò anche De Angelis, conquistando la quinta posizione.
Piquet fu autore di un testacoda alla prima curva al giro 26, e si ritrovò quindicesimo. Tornato ai box, si ritirò con una minigonna danneggiata. Tre giri dopo Jones passò anche Didier Pironi, scalando così terzo. Anche il francese della Ligier scontava dei guai con le coperture. Al 30º giro Alan Jones passò anche il compagno di scuderia Reutemann: l'argentino soffriva di sottosterzo, per un problema all'anteriore sinistra.
Al giro 32 ci fu la svolta decisiva della gara quando il leader Giacomelli si ritirò con una bobina bruciata che spense il suo motore. Jones si trovò così a condurre, seguito da Reutemann, Pironi, De Angelis, Watson e Laffite. Al giro 43 Jacques Laffite conquistò il quinto posto a Watson che, due giri dopo, si fermò ai box al quarantacinquesimo giro per problemi di assetto dovuto agli ammortizzatori. Entrò in zona punti Mario Andretti, seguito da Villeneuve e Arnoux. Il francese passò il ferrarista due giri dopo e, al giro 50, anche Andretti, entrando in zona punti. Al giro 55 l'italoamericano, sfruttando il degrado delle gomme di Arnoux, ripassò il francese.
Negli ultimi giri il ritmo di Jones era tale da fargli segnare un giro veloce in 1'34"068, tempo più basso di quello fatto registrare in qualifica. L'australiano fu primo sul traguardo, conquistando così la decima vittoria nel mondiale: il neocampione del mondo precedette Carlos Reutemann; terzo era Pironi, quarto De Angelis, quinto Laffite e sesto Andretti, per la prima volta a punti in stagione.

### Risultati
I risultati del gran premio furono i seguenti:
| Pos | No | Pilota             | Costruttore              | Giri | Tempo/Ritiro     | Pos. Griglia | Punti |
| --- | -- | ------------------ | ------------------------ | ---- | ---------------- | ------------ | ----- |
| 1   | 27 | Alan Jones         | Williams-Ford Cosworth   | 59   | 1h34'36"05       | 5            | 9     |
| 2   | 28 | Carlos Reutemann   | Williams-Ford Cosworth   | 59   | +4"21            | 3            | 6     |
| 3   | 25 | Didier Pironi      | Ligier-Ford Cosworth     | 59   | +12"57           | 7            | 4     |
| 4   | 12 | Elio De Angelis    | Lotus-Ford Cosworth      | 59   | +29"69           | 4            | 3     |
| 5   | 26 | Jacques Laffite    | Ligier-Ford Cosworth     | 58   | +1 giro          | 12           | 2     |
| 6   | 11 | Mario Andretti     | Lotus-Ford Cosworth      | 58   | +1 giro          | 11           | 1     |
| 7   | 16 | René Arnoux        | Renault                  | 58   | +1 giro          | 6            |       |
| 8   | 9  | Marc Surer         | ATS-Ford Cosworth        | 57   | +2 giri          | 17           |       |
| 9   | 50 | Rupert Keegan      | Williams-Ford Cosworth   | 57   | +2 giri          | 15           |       |
| 10  | 21 | Keke Rosberg       | Fittipaldi-Ford Cosworth | 57   | +2 giri          | 14           |       |
| 11  | 1  | Jody Scheckter     | Ferrari                  | 56   | +3 giri          | 23           |       |
| NC  | 7  | John Watson        | McLaren-Ford Cosworth    | 50   | +9 giri          | 9            |       |
| Rit | 2  | Gilles Villeneuve  | Ferrari                  | 49   | Incidente        | 18           |       |
| NC  | 3  | Jean-Pierre Jarier | Tyrrell-Ford Cosworth    | 40   | +19 giri         | 22           |       |
| Rit | 30 | Jochen Mass        | Arrows-Ford Cosworth     | 36   | Trasmissione     | 24           |       |
| Rit | 23 | Bruno Giacomelli   | Alfa Romeo               | 31   | Probl. elettrici | 1            |       |
| Rit | 5  | Nelson Piquet      | Brabham-Ford Cosworth    | 25   | Testacoda        | 2            |       |
| Rit | 6  | Héctor Rebaque     | Brabham-Ford Cosworth    | 20   | Motore           | 8            |       |
| Rit | 31 | Eddie Cheever      | Osella-Ford Cosworth     | 20   | Sospensione      | 16           |       |
| Rit | 29 | Riccardo Patrese   | Arrows-Ford Cosworth     | 16   | Testacoda        | 20           |       |
| Rit | 14 | Jan Lammers        | Ensign-Ford Cosworth     | 16   | Sterzo           | 25           |       |
| Rit | 20 | Emerson Fittipaldi | Fittipaldi-Ford Cosworth | 15   | Sospensione      | 19           |       |
| Rit | 4  | Derek Daly         | Tyrrell-Ford Cosworth    | 3    | Testacoda        | 21           |       |
| Rit | 22 | Andrea De Cesaris  | Alfa Romeo               | 2    | Incidente        | 10           |       |
| NP  | 8  | Alain Prost        | McLaren-Ford Cosworth    |      | Ferito           | 13           |       |
| NQ  | 43 | Mike Thackwell     | Tyrrell-Ford Cosworth    |      |                  |              |       |
| NQ  | 51 | Geoff Lees         | Williams-Ford Cosworth   |      |                  |              |       |

## Classifiche

### Piloti
| Pos. | Pilota                | Punti  |
| ---- | --------------------- | ------ |
| 1    | Alan Jones            | 67(71) |
| 2    | Nelson Piquet         | 54     |
| 3    | Carlos Reutemann      | 42(49) |
| 4    | Jacques Laffite       | 34     |
| 5    | Didier Pironi         | 32     |
| 6    | René Arnoux           | 29     |
| 7    | Elio De Angelis       | 13     |
| 8    | Jean-Pierre Jabouille | 9      |
| 9    | Riccardo Patrese      | 7      |
| 10   | Keke Rosberg          | 6      |
| 11   | John Watson           | 6      |
| =    | Derek Daly            | 6      |
| 13   | Jean-Pierre Jarier    | 6      |
| 14   | Gilles Villeneuve     | 6      |
| 15   | Emerson Fittipaldi    | 5      |
| 16   | Alain Prost           | 5      |
| 17   | Jochen Mass           | 4      |
| 18   | Bruno Giacomelli      | 4      |
| 19   | Jody Scheckter        | 2      |
| 20   | Mario Andretti        | 1      |
| 20   | Héctor Rebaque        | 1      |

### Costruttori
| Pos. | Team                     | Punti |
| ---- | ------------------------ | ----- |
| 1    | Williams-Ford Cosworth   | 120   |
| 2    | Ligier-Ford Cosworth     | 66    |
| 3    | Brabham-Ford Cosworth    | 55    |
| 4    | Renault                  | 38    |
| 5    | Lotus-Ford Cosworth      | 14    |
| 6    | Tyrrell-Ford Cosworth    | 12    |
| 7    | Arrows-Ford Cosworth     | 11    |
| 8    | Fittipaldi-Ford Cosworth | 11    |
| 9    | McLaren-Ford Cosworth    | 11    |
| 10   | Ferrari                  | 8     |
| 11   | Alfa Romeo               | 4     |